# ها سو بين
ها سو بين (بالكورية: 하수빈)‏ هي مغنية وكاتبة أغاني ومنتجة موسيقية ومهندسة معمارية ومصممة أزياء كورية جنوبية، ولدت يوم 3 مايو 1973 في سول في كوريا الجنوبية.

## روابط خارجية
- Ha Soo Bin على موقع ديسكوغز (الإنجليزية)